# 琱阿不剌
琱阿不剌（13世纪—1310年），又译刁斡八剌、阿不歹。元朝弘吉剌部首领，济宁郡王帖木兒之子。
琱阿不剌年幼，由其叔父蛮子台袭万户。大德十一年（1307年）三月，琱阿不剌袭万户，尚祥哥剌吉公主，六月二十，元武宗封皇妹祥哥剌吉为鲁国大长公主，琱阿不剌加封为鲁王，赐金印。至大二年（1309年），赐平江稻田一千五百顷。至大三年（1310年），琱阿不剌薨，葬末怀秃。至大四年（1311年）闰七月以故鲁王琱阿不剌嫡子阿礼嘉世礼袭其封爵、分地。元文宗卜答失里皇后，是驸马鲁王雕阿不剌和鲁国公主桑哥剌吉的女儿。